# Arviat
Arviat (Censo Canadá - 2006: 2.060 hab.); População urbana - 1.785 hab.) ; Antes chamada Ponto Esquimó) até 01.06.1989) é um "Hamlet" predominantemente Inuíte localizado no litoral oeste da Baía de Hudson, na Região de Kivalliq de Nunavut, Canadá. O nome Arviat ("local da Baleia-da-groenlândia") é derivado da palavra Inuktitut "arviq" que significa Baleia-da-groenlândia. Nos primórdios da sua história, o local já foi Tikirajualaaq ("uma pequena longa ponte") e depois Ittaliurvik, ("um local onde as pessoas constroem tendas").

## Inuítes
.

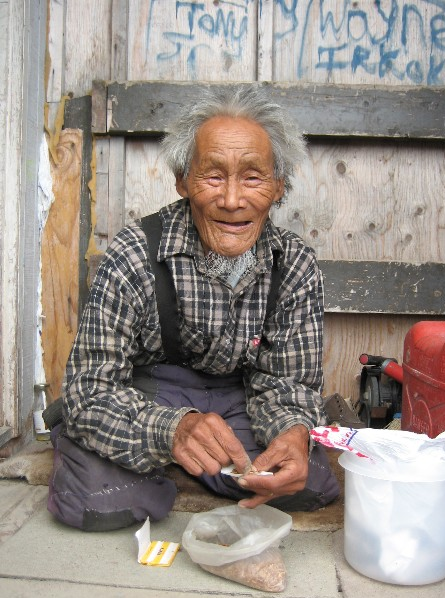
Idoso de Arviat

Arviat é a comunidade situada mais ao sul da parte continental de Nunavut e um dos pontos considerados como Centro Geográfico do Canadá.
É uma tradicional comunidade de Inuítes e tem a terceira maior população de Nunavut, depois de  Rankin Inlet e da capital, Iqaluit. A população de Arviat vem, porém, crescendo numa taxa mais alta do que a de Rankin Inlet. Entre os Censos Canadenses de 2001 e 2006, a população cresceu 8.5%. O prefeito atual (2008) de Arviat é Robert Leonard.

## História
Arviat era originalmente habitada pelos Paallirmiut, um grupo Inuíte do litoral e do interior. Em 1957, durante período de falta de alimentos, os últimos remanescentes Ihalmiut e outra tribo, essa de criadores de renas foram relocados para Arviat pela  Real Polícia Montada do Canadá. Embora houvesse desentendimentos entre os dois grupos, ambos reconheceram a necessidade de trabalhar juntos em benefício da nova comunidade formada.

## Economia e Fauna
A caça e pesca são muito importantes para comunidade, sendo a primeira fonte de subsistência. Três armazéns locais, Padlei Co-op, Northern Stores e EPLS, distribuem grande variedade de produtos.
A vida selvagem animal e abundante. Nas proximidades de Arviat podem ser vistos ursos polares, milhões de aves migratórias, belugas e caribus.
A corrida de cães de trenó da "Saga da Baía de Hudson" entre Churchill e Arviat é disputada anualmente desde 2004.

## Transporte
Os únicos acessos são por avião,  moto de neve ou um sealift (cargo) anual, mas o governo de Nunavut e Willie Adams, membro do Senado do Canadá pela província, estudam a construção de uma rodovia de um bilhão de dólares entre  Thompson, Lynn Lake ou Gillam, até Rankin Inlet, passando por Arviat. Viajando para o sul, a cidade de  Churchill (Manitoba) é acessível por barcos, motos de neve e "Bombardier" (avião) que partem de Arviat transportando mantimentos.

## Artistas
Arviat é bastante conhecida na região do Ártico por seus artistas, vivendo ali músicos de talento: Susan Aglukark, conhecida cantora inuíte, Simon ("O Johnny Cash do Norte") Sigyariaq; a banda Uniaqtuq - com Arsene, Pelagie e Mary Angalik; a banda Arviat - com  John e Billy Kuksuk, Paul Kattau e outros; a banda Irksuk, de Paul Irksuk e filhos. Todos têm CDs comercializados..

### Leituras
- Canada Mortgage and Housing Corporation. An Examination of the Use of Domestic Space by Inuit Families Living in Arviat, Nunavut. [Ottawa]: CMHC, 2004.
- Inuit Gallery of Vancouver. Arviat Artists of the Past, Present, and Future. Vancouver: Inuit Gallery of Vancouver, 1997. ISBN 0-9682123-1-X
- Kalluak, Mark. Pelts to Stone A History of Arts & Crafts Production in Arviat. [Ottawa]: Indian and Northern Affairs Canada, 1993. ISBN 0-662-20847-1
- Maguire, Mary, and Lynn McAlpine. Attautsikut/Together Understanding Culture, Change and Success in Qitiqliq Secondary School and Arviat. Exemplary schools project technical report, 8. Toronto: Canadian Education Association, 1995. ISBN 0-920315-86-0
- Sharp, Jason M. Ground Truthing of Linear Magnetic Anomalies Near Arviat, Nunavut Territory. Yellowknife, NT: Indian and Northern Affairs Canada, NWT eology Division, 1999.
- Swinton, George. Arviat Eskimo Point. Vancouver: Marion Scott Gallery, 1989. ISBN 0-921634-06-4
- Tyrrell, M. 2006. "Making Sense of Contaminants: A Case Study of Arviat, Nunavut". Arctic. 59, no. 4: 370-380.

### Referência externa
- Governo de Nunavut - Arviat (PDF)